# Аршинов, Дмитрий Максимович
Дмитрий Максимович Аршинов (1912, город Лебедин Харьковской губернии, теперь Сумской области — 26 августа 1965, город Черновцы) — советский деятель, секретарь Волынского областного комитета КПУ, председатель Черновицкого облисполкома.

## Биография
Окончил сельскохозяйственный техникум. Работал агроном Лебединской машинно-тракторной станции.
В 1936 году окончил Киевский институт сахарной промышленности.
В 1936 — 1937 год — агроном Лебединского районного земельного отдела Харьковской области.
В 1937 — 1946 год — в Красной армии. Участник советско-финской и Великой Отечественной войн. Служил командиром батареи, командиром артиллерийского дивизиона, заместителем начальника штаба 351-го зенитного артиллерийского полка, начальником штаба 1134-го зенитного артиллерийского полка Ленинградской армии противовоздушной обороны.
Член ВКП(б) с января 1942 года.
В 1946 — 1950 г. — главный агроном, заведующий Лебединского районного отдела сельского хозяйства Сумской области; начальник Сумского областного управления сельского хозяйства.
В 1950 — 1953 г. — председатель исполнительного комитета Роменского районного совета депутатов трудящихся Сумской области.
В 1953 — 1955 г. — 1-й секретарь Белопольского районного комитета КПУ Сумской области.
В 1955 — январе 1963 г. — секретарь Волынского областного комитета КПУ.
В январе — ноябре 1963 г. — 2-й секретарь Черновицкого областного комитета КПУ.
18 ноября 1963 — 25 августа 1965 г. — председатель исполнительного комитета Черновицкого областного совета депутатов трудящихся.

## Звание
- капитан

## Награды
- орден Ленина
- орден Трудового Красного Знамени
- орден Красной Звезды (22.02.1945)
- 7 медалей